# تشارلي مالوني
تشارلي مالوني (بالإنجليزية: Charlie Maloney)‏ هو لاعب كرة قاعدة أمريكي، ولد في 22 مايو 1886 في كامبريدج في الولايات المتحدة، وتوفي في 17 يناير 1967 في أرلينغتون ‏ في الولايات المتحدة.

## وصلات خارجية
- تشارلي مالوني على موقعبيزبول رفرنس.كوم (الدوري الرئيسي) (الإنجليزية)
- تشارلي مالوني على موقعبيزبول رفرنس.كوم (الدوري الثانوي) (الإنجليزية)